# Карповка (Смоленская область)
Карповка — деревня в Ершичском районе Смоленской области России. Административный центр Кузьмичского сельского поселения. Население — 112 жителей (2007 год).
Расположена в южной части области в 14 км к западу от Ершичей, в 22 км южнее автодороги А101 Москва — Варшава («Старая Польская» или «Варшавка»). В 16 км севернее деревни расположена железнодорожная станция Понятовка на линии Рославль — Кричев.

## История
В годы Великой Отечественной войны деревня была оккупирована гитлеровскими войсками в августе 1941 года, освобождена в сентябре 1943 года.
До 5 июня 2017 года входила в состав Беседковского сельского поселения.